# استپ و درختزارهای شمال صحرای آفریقا
استپ و درختزارهای شمال صحرای آفریقا یک بوم‌ناحیه در زیست‌بوم بیابان‌ها و درختچه‌زارهای خشک است که لبه شمالی صحرای بزرگ آفریقا را تشکیل می‌دهد. این بوم‌ناحیه از شرق و غرب در شمال آفریقا، در جنوب بوم‌ناحیه درختزارها و استپ خشک مدیترانه‌ای در مغرب عربی و برقه که بخشی از زیست‌بوم جنگل‌ها، درختزارها و بوته‌زارهای مدیترانه‌ای است، گسترش یافته‌است. باران‌های زمستانی بوته‌ها و جنگل‌های خشک را حفظ می‌کنند که یک بوم‌مرز میان مناطق دارای اقلیم مدیترانه‌ای در شمال و مناطق فراخشک بوم‌ناحیه بیابان صحرا در جنوب را تشکیل می‌دهند.

## آب و هوا
آب و هوای این بوم‌منطقه در تابستان گرم و خشک است اما در زمستان خنک‌تر با مقداری باران همراه است. فرورفتگی‌های اقیانوس اطلس گاهی بین آوریل و اکتبر به داخل خشکی پیشرفت می‌کنند. بارندگی به طور متوسط ۱۰۰ میلی متر در شمال و ۵۰ میلی متر در جنوب آنهم به‌طور نامنظم صورت می‌گیرد. در طول تابستان دما به طور منظم به ۴۰ تا ۴۵ درجه سانتیگراد (۱۰۴ تا ۱۱۳  درجه فارنهایت) افزایش می‌یابد و میزان تبخیر بیشتر از بارندگی است.